# Curateur (Rome antique)
Pour les articles homonymes, voir curateur.
Un curateur (en latin curator, au pluriel curatores) est dans la Rome antique et plus particulièrement sous l'Empire romain un magistrat ou un fonctionnaire impérial chargé de missions d'administration dans un domaine précis, tel que l'approvisionnement ou la gestion du patrimoine public à Rome, ou en Italie.

## Les curateurs
La République romaine ne disposait pas de système administratif, et la gestion du patrimoine public relevait de la responsabilité de magistrats élus, censeurs et édiles. Les censeurs n'étant plus désignés à partir du règne d'Auguste, ils sont progressivement remplacés par des curateurs choisis par l'empereur parmi les anciens préteurs ou les anciens consuls et dont les noms sont approuvés par le Sénat. La fonction de curateur donne droit au port de la toge prétexte, au siège curule et à deux licteurs lors des déplacements hors de Rome.
Si au début la collégialité de sénateurs mise en place pour chaque curatelle conserve un aspect républicain, les responsables dépendent entièrement de l'empereur, qui les nomme pour le temps qu'il juge bon et les rémunère avec la caisse impériale, le fiscus, puis très vite on passe à une responsabilité unique ou bicéphale.

## Curateurs pour Rome et le Tibre
Pour suppléer aux missions des censeurs, Auguste confie les travaux d'entretien de la ville à des commissions de sénateurs consulaires :
- curateurs des eaux (curatores aquarum publicarum), en 11 av. J.-C.
- curateurs des bâtiments publics et des temples (curatores operum publicorum et aedium), à la fin du règne d'Auguste

Les successeurs d'Auguste créèrent d'autres postes assurant des services publics de Rome :
- curateurs du lit et des rives du Tibre et des égouts de la Ville (curatores alvei Tiberis, riparum et cloacarum Urbis)[5],
- procurateur ad Miniciam, chargé de la distribution de l'annone qui se faisait au portique Minicius, d'où l'appellation ad Miniciam, créée sous Claude,
- procurateur des bibliothèques publiques (procurator bibliothecarum), créé sous Claude, confié à un affranchi, puis à un chevalier.

Entre le règne de Commode et celui d'Héliogabale, puis à partir de Philippe l'Arabe, la curatelle des eaux fut étendue au contrôle des distributions de blé.

### Curateurs du Tibre et des égouts
Cette mission est nécessaire pour l'assainissement de la Ville, mais aussi pour la gestion des rives du Tibre, dont le lit varie en raison de ses fréquentes crues. 
Après les crues de 12 et 15 ap. J.-C., Tibère charge deux sénateurs, le curateur des eaux Ateius Capiton et Lucius Arruntius, de gérer les suites des inondations. Puis Tibère constitue une commission de cinq sénateurs consulaires tirés au sort et chargés de l'entretien et de l'exploitation des berges depuis Rome jusqu'à Ostie. Sous Claude, le curateur du lit et des rives du Tibre (curator alvei Tiberis et riparum) n'est plus tiré au sort, mais nommé par l'empereur. Il semble que la commission de cinq membres est maintenue, peut-être jusqu'au milieu du IIe siècle. À partir de Trajan, la responsabilité s'étend aux égouts de Rome (cloacarum Urbis). Vers 180, l'organisation est complétée d'une annexe à Ostie, confiée à un chevalier.
Le curateur intervient pour empêcher l'accaparement par des particuliers des terrains publics sur les rives du Tibre, et refait faire les bornages lorsqu'une crue en a modifié le cours. Il fait nettoyer et entretenir les berges et les quais du port de Rome, et surveille les corporations de bateliers qui desservent le fleuve.

### Curateurs des bâtiments publics et des temples
La charge s'organise progressivement. À une date indéterminée, peut-être après l'incendie du forum en 12 av. J.-C., Auguste crée une commission de cinq sénateurs chargés de travaux de reconstruction. Un premier curateur des bâtiments est connu sous Tibère, et Claude organise la charge, qu'il confie à deux sénateurs de rang consulaire : l'un est le curator aedium sacrarum, chargé des bâtiments et des lieux sacrés, l'autre, le curator operum locorumque publicorum s'occupe des bâtiments et des lieux publics à Rome.
La surveillance des bâtiments publics est assurée par des gardiens, affectés chacun à un monument précis. Selon les besoins, les curateurs des bâtiments font appel à des artisans ou confient les travaux par adjudication à des entrepreneurs. Les travaux sont financés par la caisse du Sénat (Ærarium) et le fisc impérial. À l'achèvement des travaux, le curateur en vérifie la conformité au contrat.
Si les curateurs des bâtiments assurent la gestion ordinaire du patrimoine public, l'empereur peut intervenir de sa propre autorité dans l'espace urbain et financer et déléguer la construction de grands monuments, arcs de triomphe, thermes, etc., en parallèle de l'action des curateurs.

## Curateurs hors de Rome

### Curatores viarum
Les premiers curateurs des routes (curatores viarum) sont institués par Auguste en 20 av. J.-C.,  Ils sont chargés de superviser l’entretien des voies principales en Italie. Ils sont nommés à cette charge par l’empereur avec l'accord du Sénat, et choisis parmi les anciens préteurs, ou parmi les anciens consuls pour les travaux plus importants d'aménagement d'une nouvelle voie. Ils sont nommés pour une durée variable, selon le temps nécessaire. Leur rémunération dépend de l'importance de la ou les voies dont ils sont chargés. D'après les indications ex senatus consulto sur les bornes milliaires, les travaux sont financés en partie par le Sénat, au moins jusqu'au règne de Claude.
Parmi les charges :
- Curateurs des voies anciennes, telles que via Appia, via Flaminia, via Aurelia [9]
- Curateur de la via Nomentana, de salaire centenaire (100 000 sesterces par an)[10]
- Curateur des via Cornelia et via Triumphalis, de salaire sexagénaire (60 000 sesterces par an)[10]
- Curateur du réseau routier intérieur de l’Étrurie, à savoir des voies Claudienne, Cassienne, Annienne et Ciminienne, étant omis la route côtière de la via Aurelia. Hans-Georg Pflaum a établi d’après les inscriptions retraçant la carrière de sénateurs la liste des curateurs de ce réseau depuis le début du IIe siècle jusqu’au milieu du IIIe siècle, tous de rang prétorien (ex-préteur)[11].

### Curateur de cité
Le curator civitatis ou curator reipublicae, ou logiste dans la partie orientale de l'empire, apparaît sous les Antonins. Chevalier ou sénateur nommé à cette curatelle par l'empereur, il est chargé de la surveillance des finances de municipalité qui connait des problèmes budgétaires. Longtemps ponctuelle et exceptionnelle, cette mise sous tutelle impériale des cités s'observe d'abord dans les villes d'Italie. Grâce à l'épigraphie, on en dénombre près de 150 en Italie entre Trajan et Gallien. Puis la fonction est constatée en province : on en trouve en Asie sous Hadrien, en Gaule lyonnaise et en Sicile à partir de la seconde moitié du IIe siècle, en Numidie et en Afrique proconsulaire sous Septime Sévère. Les nominations en Italie et en Asie deviennent plus nombreuses sous Marc Aurèle, tendance qui s'accentue sous Septime-Sévère, mais ne se généralise pas avant Dioclétien.
Le curateur de cité est nommé par l'empereur, la fonction peut être exercée par un « honnête homme » sans condition de rang, qui peut être un notable provincial, souvent de rang équestre, ou parfois un sénateur. La mission est généralement brève, de quelques mois. On ne sait pas précisément qui prenait l'initiative de solliciter la mise sous curatelle d'une cité, on suppose que le gouverneur ou le procurateur de la province alertait l'empereur, ou peut-être la cité en faisait elle-même la demande.
La mission de contrôle est essentiellement une tutelle financière destinée à remettre en ordre les finances de la cité et à éviter sa faillite : contrôle des locations et des aliénations des biens publics, vérification des comptes de magistrats à la sortie de leur mandat, résorption des gaspillages et des malversations. Ne disposant pas de pouvoir judiciaire, le curateur de cité transfère les contentieux non réglés à l'amiable à la juridiction compétente, le gouverneur de province ou le juridicus en Italie.
Au début du IVe siècle, la charge de curateur de cité est transformée : elle se généralise et devient permanente, pour des mandats annuels. Le curateur est choisi parmi les anciens magistrats de la cité.

### Curateur de calendrier
Les Curateurs du calendrier (curatores kalendarii, de kalendarium, livre de dettes et de créances à échéance aux Kalendes) sont attestés à partir d’Hadrien, en Italie essentiellement. On trouve aussi sur une inscription d'Ostie la dénomination curator pecuniae publicae exigendae et adtribuendae (curateur de l’argent public à percevoir ou à distribuer). Ces curateurs sont nommés en Italie par l’empereur ou dans les provinces par le gouverneur. Ils sont chargés d’apurer les comptes de créances et de dettes d’une collectivité, d’une cité ou de caisse particulière, par exemple celle des décurions ou  de la plèbe, et de recouvrer les sommes dues par les débiteurs.

### Curateur de travaux publics
Les curateurs de travaux publics sont chargés de superviser dans une cité les travaux de construction ou de restauration que l’empereur autorise ou subventionne. Ils sont désignés par l’empereur parmi les notables de la cité ou d’une cité voisine, et sont de rang équestre en général.